# 西4丁目停留場

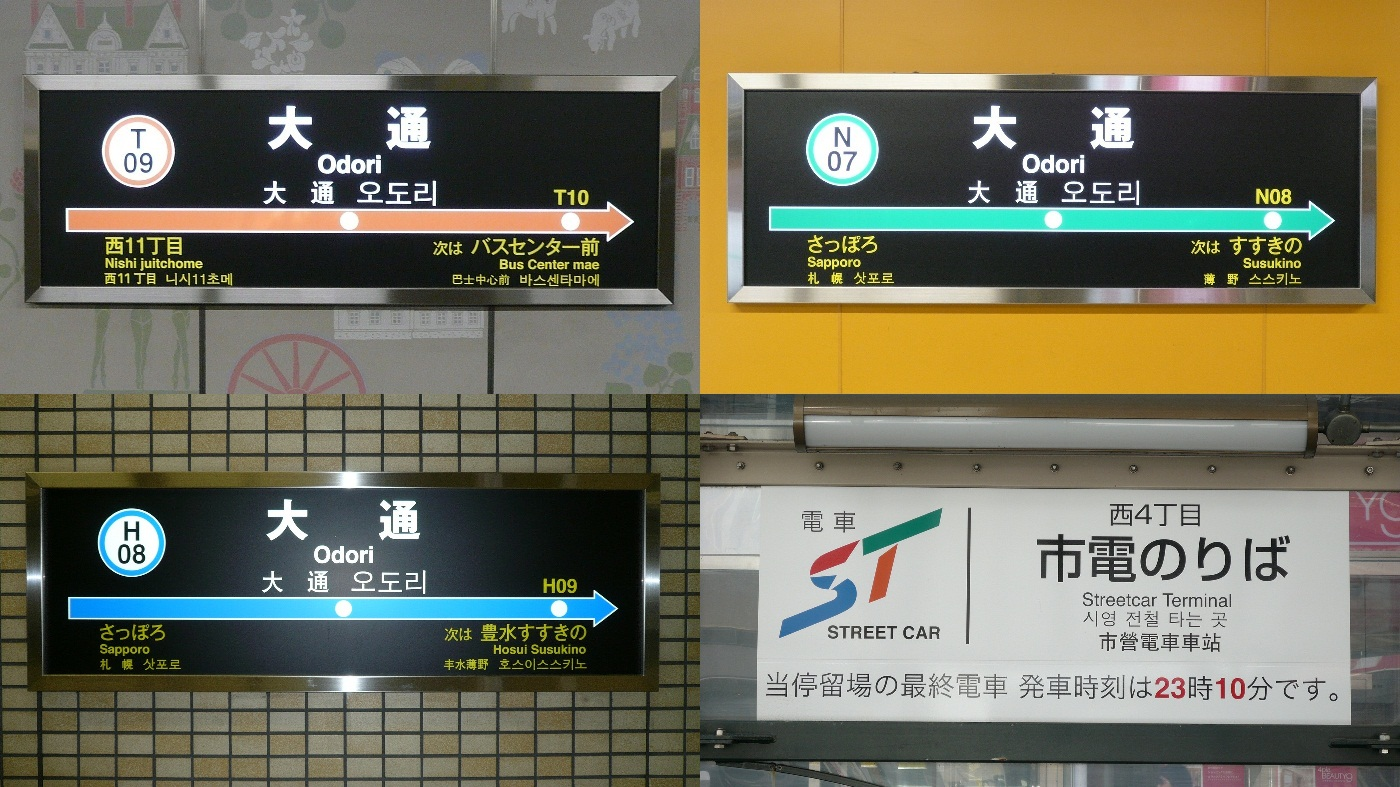
駅名板（2011年5月）

西4丁目停留場（にしよんちょうめていりゅうじょう）は、北海道札幌市中央区南1条西4丁目にある札幌市交通事業振興公社（札幌市電）一条線・都心線の停留場である。停留場番号はSC01。札幌市営地下鉄の大通駅が至近に位置する。
札幌市最北端の電停にして、日本最北端の電停でもある。
1973年（昭和48年）4月1日に一条線の当停留場 - 一条橋停留場間と西4丁目線の当停留場 - すすきの停留場間が廃止されて以来、終点となっていたが、2015年（平成27年）内にかつての西4丁目線の当停留場 - すすきの停留場間が「都心線」と名称を変えて再敷設され、環状線となった。また、西4丁目線の札幌駅前停留場 - 当停留場間を再敷設する計画も検討されている。
2017年にグッドデザイン賞を受賞した。

## 歴史
- 1918年（大正7年）8月12日：札幌電気軌道一条線の東2丁目停留場 - 西15丁目停留場間および停公線（のちの西4丁目線）札幌駅前停留場 - すすきの停留場間の開業に伴い、4丁目停留場（4ちょうめ ていりゅうじょう）として新設。
- 1927年（昭和2年）12月1日：札幌電気軌道が市営化[3]。
- 1932年（昭和7年）5月1日：三越札幌店開店。
- 1948年（昭和23年）7月31日：4丁目三越前停留場（4ちょうめみつこしまえ ていりゅうじょう）に改称。
- 1949年（昭和24年）7月8日：三越前停留場（みつこしまえ ていりゅうじょう）に改称。
- 1965年（昭和40年）8月1日：一条線の停留場を西4丁目停留場（にし4ちょうめ ていりゅうじょう）に改称（下記参照）。
- 1971年（昭和46年）12月16日：地下鉄南北線の北24条駅 - 真駒内駅間開業に伴い、西4丁目線の三越前停留場 - 札幌駅前停留場間が廃止。一条線と西4丁目線の交差部を廃し、両線を直通できる線形に変更して環状運転を開始。
- 1973年（昭和48年）4月1日：一条線の当停留場 - 一条橋停留場間および西4丁目線の当停留場 - すすきの停留場間が廃止。これに伴い、すすきの停留場との間が分断される。
- 時期不詳：停留場終端部が単線化され、2面1線の構成になる。
- 2005年（平成17年）9月：車止めを設置。
- 2015年（平成27年）
  - 4月1日：停留場番号を設定[報道 1]。
  - 6月23日 - 9月16日：札幌市電の再ループ（環状）化工事に伴う停留場の改修、および本停留場の再複線化に伴い、約100メートル西側（南1条西5丁目）に一時移設[注釈 1][報道 2][新聞 1][新聞 2][新聞 3][新聞 4]。
  - 12月20日：すすきの停留場 - 当停留場間が都心線として開業（42年ぶりに再開）し、市電の環状運転を開始。都心線はサイドリザベーション方式で敷設されたため、同日より、内回り線のみ札幌駅前通の歩道に新設されたプラットホームへ移転。

## 停留場構造
- ループ（環状線）化完成後は、内回り線のみ駅前通りに面して歩道上にあるホームから直接乗降できるようになった。外回り線はこれまでとほぼ同じく南1条通の車道上の安全地帯にホームが設置されているが、西側やや離れた位置に降車専用ホームが（通常ホームとは分割して）設置されている。ループ化工事中は以下のY型分岐の代わりに、複線かつ西側に渡り線があり、工事中はこれを用いて西8丁目方面に折返していた。この名残で、（西8丁目側に比して）本停留所は道路中央よりやや南寄りに設置されている。

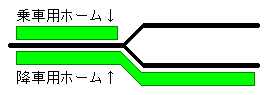
終端時代の配線

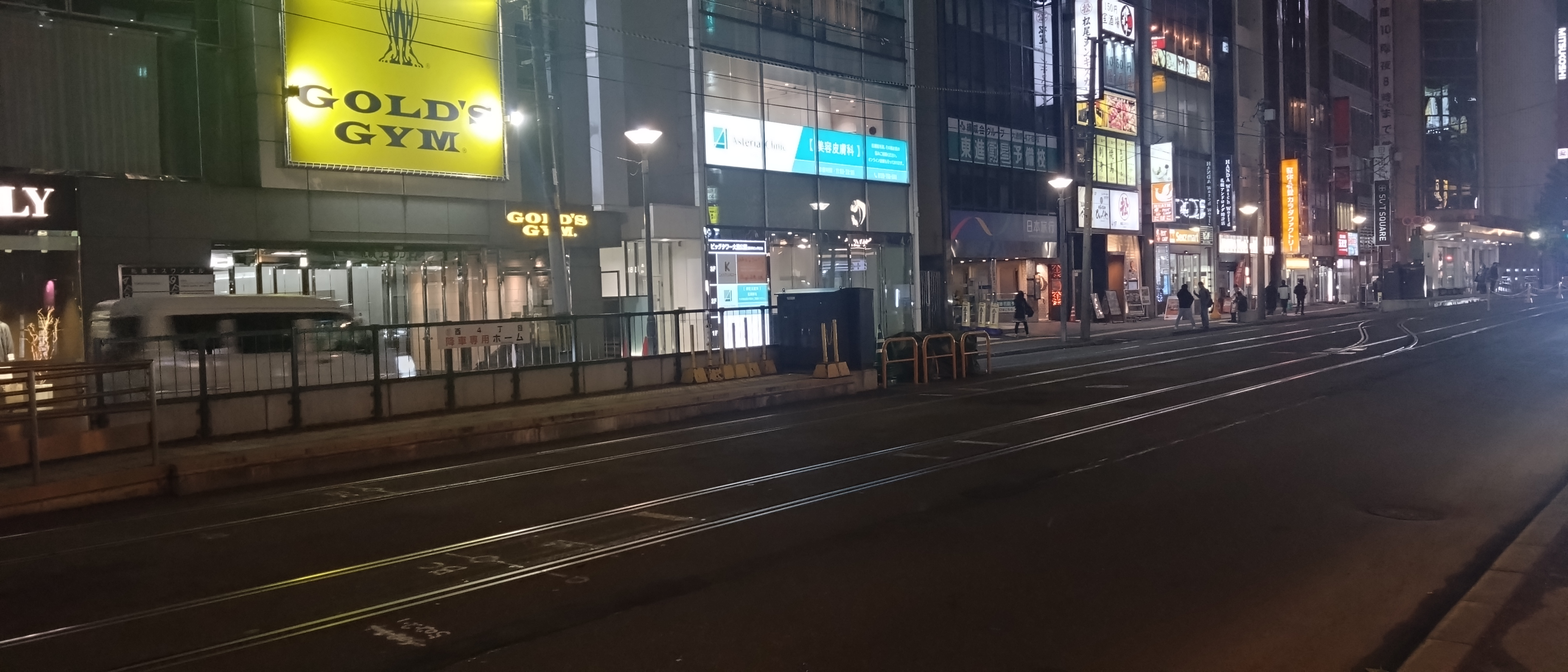
西４丁目停留場（外回り降車専用ホーム、2024年11月撮影）

- 終端駅時代はY型分岐となっており、2面1線のホームとなっていた。なお、単線部分の北側は降車専用で、単線部ホームに先発電車が入線している時は複線部に延びているホームも降車専用として使用され、最大2両まで同時に降車させることができた（通常ホームと降車専用ホームは一体となっていた）。2両目の後端はホームからはみ出すため、前部降車口しか開かなかった。朝夕のラッシュ時は降車専用ホームで職員が料金収受を行っており、SAPICA・現金および定期券利用者は乗車用ドアからも降車可能。ただし、共通ウィズユーカードや敬老優待乗車証の場合は、カードリーダーにカードを処理する必要があるため、前部降車口のみとなっていた。但し、後ろの運転台横の扉を開ける場合があり、その時は後ろからも降車可能であった。単線部分の南側は乗車専用で最大2両が停車でき、定期電車は手前の西側を利用。奥の東側（末端部）は主に臨時（貸切）電車や除雪電車が運行される際の待避場所となっていた。

### 過去の停留場構造
- 当停留場のある南1条西4丁目交差点は、1971年（昭和46年）の市電路線の縮小時まで交差点中央で一条線と西4丁目線とが直交しており、札幌市電で唯一の複線同士が交差する場所であった。
- 1965年（昭和40年）の停留場統廃合までは（交差点の東西南北に乗降場が1箇所ずつ配置され、名称は一条線・西4丁目線ともに「三越前」であったが、1965年に停留場の統廃合を行った際、西4丁目線は北側にまとめられて三越前停留場、一条線は西4丁目停留場を称するようになり、後に安全地帯が西側にまとめられた。
- 一条線の西4丁目停留場は駅前通（西4丁目通）との交差点のそれぞれ手前にあり、臨時8系統（関連項目を参照）が折り返していた。
- 一方、西4丁目線の三越前停留場は、南北両方向とも南1条通の北側の三越札幌店と不二家が向かい合う場所に位置しており、8系統が折り返していた。
- この他、一条線の東行（北側）と西4丁目線の北行（西側）の軌道を結ぶ回送線があり、中央車庫と幌北（ほろきた）車庫間の車両移動や試運転のほか、お花見シーズンや北海道神宮祭などの日に使われていた。
- また、交差点の南東角には信号扱所（信号手用の操車塔）があり、前述の回送線のポイント切り替えなども受け持っていた。信号が自動化された後も操車塔はしばらく残されていたが、後に撤去された。信号手廃止後は回送線を使う場合、車掌が一旦降車して、車載のレバーで路面に埋め込まれた転轍機を操作していた。
- 1971年（昭和46年）の三越前 - 札幌駅前間廃止から1973年（昭和48年）の西4丁目 - すすきの間廃止までは、交差点の西側と南側が新たに複線で結ばれ、西4丁目線と山鼻線、山鼻西線および一条線が循環運転を行っていた。

## 隣の停留場
札幌市交通事業振興公社（札幌市電）
一条線
西4丁目停留場 (SC01) - 西8丁目停留場 (SC02)
都心線
狸小路停留場 (SC24) - 西4丁目停留場 (SC01)

### かつて存在した路線
札幌市交通局（札幌市電）
西4丁目線
グランドホテル前停留場 - 三越前停留場
一条線
丸井前停留場 - 西4丁目停留場